# Jack Gold
Jack Gold (* 28. Juni 1930 in London; † 9. August 2015) war ein britischer Filmregisseur. Zwischen 1964 und 2004 führte er bei über 50 Film- und Fernseharbeiten Regie. Berühmtheit erlangte insbesondere in Deutschland sein Fernsehfilm Der kleine Lord (1980) mit Alec Guinness.

## Biografie
Nach dem Abschluss seines Studiums in Wirtschaftsrecht an der Universität London ging Gold zur BBC, wo er als Redakteur für die Fernsehsendung Tonight arbeitete. 1957 heiratete er Denyse, geborene Macpherson, mit der er zwei gemeinsame Söhne und eine Tochter hatte.
1964 gab er mit der sechsteiligen Fernsehserie Call the Gun Expert sein Regiedebüt. Nach einer Episode, die er 1967 für die Fernsehserie The Wednesday Play drehte, folgte The World of Coppard, für den Gold im Jahre 1968 den BAFTA-Award gewann. Im selben Jahr drehte Jack Gold mit Ereignisse beim Bewachen der Bofors-Kanone seinen ersten Kinofilm, in dem es um den Konflikt zwischen einem jungen Offizier (gespielt von David Warner) und einem verbitterten und labilen Soldaten (gespielt von Nicol Williamson) geht. In Golds nächstem Film Die Abrechnung  von 1969 spielte Nicol Williamson einen Geschäftsmann, der den Tod seines Vaters rächen will.
1974 gewann Jack Gold für seinen Film Bis zum letzten Patienten den Evening Standard British Film Award in der Kategorie Beste Komödie. 1975 nahm Golds Robinson-Crusoe-Adaption Freitag und Robinson (mit Peter O’Toole und Richard Roundtree) am Wettbewerb der Internationalen Filmfestspiele von Cannes teil. Im selben Jahr verfilmte Gold die Autobiografie The Naked Civil Servant (deutscher Fernsehtitel: Wie man sein Leben lebt) des homosexuellen Entertainers und Exzentrikers Quentin Crisp. 1976 gewann Schlacht in den Wolken den Preis als bester Film bei den Evening Standard British Film Awards. 1977 drehte Jack Gold den Mysterythriller Der Schrecken der Medusa, in dem ein telekinetisch veranlagter Schriftsteller (gespielt von Richard Burton) nach seinem klinischen Tod die ihm verhasste Menschheit mit Katastrophen konfrontiert. 1980 folgte eine Adaption von Frances Hodgson Burnetts Jugendroman Der kleine Lord mit Ricky Schroder und Sir Alec Guinness, der zwei Emmy-Awards gewann. Dieser wird jedes Jahr kurz vor Weihnachten im deutschen Fernsehen von der ARD ausgestrahlt.
Seit 1984 drehte Jack Gold fast nur noch Fernsehfilme, darunter 1987 den Film Flucht aus Sobibor, für den er eine Nominierung bei den Emmy-Awards erhielt.

## Filmografie (Auswahl)
- 1968: Ereignisse beim Bewachen der Bofors-Kanone (The Bofors Gun)
- 1969: Die Abrechnung (The Reckoning)
- 1972: Bis zum letzten Patienten (The National Health)
- 1973: Katholiken (Catholics)
- 1974: Der Mann aus Metall (Who?)
- 1975: Freitag und Robinson (Man Friday)
- 1975: Wie man sein Leben lebt (The Naked Civil Servant, Fernsehfilm)
- 1976: Schlacht in den Wolken (Aces High) / (Le tigre du ciel)
- 1978: Der Schrecken der Medusa (The Medusa Touch)
- 1978: Seemanns Heimkehr (The Sailor’s Return)
- 1980: Charlie Muffin
- 1980: Der kleine Lord (Little Lord Fauntleroy, Fernsehfilm)
- 1982: Tödliche Ehen (Praying mantis)
- 1983: Good and Bad at Games
- 1983: Der rote Monarch (Red Monarch)
- 1984: Sacharow
- 1984: Ein Umzug kommt selten allein (The Chain)
- 1985: Ed Murrow – Reporter aus Leidenschaft (Ed Murrow)
- 1987: Flucht aus Sobibor (Escape from Sobibor)
- 1988: Der 10. Mann (The Tenth Man)
- 1988: Ein mexikanischer Traum (Stones of Ibarra)
- 1990: Die Liebe einer Spionin (The Rose and the Jackal)
- 1991: Ein dorniger Weg (She Stood Alone)
- 1991: Die letzten Romantiker (The Last Romantics)
- 1993: Der Fall Lucona
- 1994: The Return of the Native